# 马克思主义传播史展览馆
马克思主义传播史展览馆是中共中央编译局于2011年创建的一家专门展示马克思主义传播史的展览馆，位于北京市西城区西斜街36号中共中央编译局院内。

## 历史
2011年10月，马克思主义传播史展览馆建成。2011年12月12日上午，马克思主义传播史展览馆开馆仪式在北京举行。该馆是中共中央编译局经一年多时间建成的马克思主义传播史专题展览馆，也是中国首家永久性面向社会免费开放的马克思主义传播史专题展览馆。该馆还是世界上最大的马克思主义传播史展览馆。

## 展览
马克思主义传播史展览馆共有四个展厅，分别为主展厅、学术成果陈列厅、珍贵藏品展示厅、视频放映厅。
主展厅内的展览分为8个单元，分别为：
- 革命伟人（介绍马克思、恩格斯、列宁）
- 历史选择：马克思主义的早期传播（介绍马克思主义在中国的早期传播）
- 星火燎原：中国共产党成立后马克思主义的传播
- 艰难岁月：白色恐怖下马克思主义传播的壮丽诗篇
- 延河之光：延安时期到解放前马克思主义的传播
- 理论宝库：中华人民共和国成立后马克思主义传播的新阶段
- 时代强音：新时期马克思主义的发展与传播
- 薪火相传：继往开来的中共中央编译局